# Petra Kojdová
Petra Kojdová, född 23 september 1993, är en  volleybollspelare (vänsterspiker).
Kojdová spelar i Tjeckiens landslag och har deltagit med dem vid VM 2022, EM 2013 2017 och 2021 samt European Volleyball League vid flera tillfällen. På klubbnivå har hon spelat för olika klubbar i Tjeckien, Frankrike och Ungern.